# Wealden
Wealden är ett distrikt (motsvarande kommun) i grevskapet East Sussex i England, Storbritannien. Distriktet har 163 012 invånare (2022).
Större orter är Crowborough, Hailsham, Polegate och Uckfield. Distriktet är indelat i 42 civil parishes.